# Роден, Джаред
Джаред Роден (англ. Jared Rhoden; Пустой шаблон {{ВД-Преамбула}} ) — американский профессиональный баскетболист, выступающий в Национальной баскетбольной ассоциации за команду «Торонто Рэпторс».

## Профессиональная карьера

### Колледж-Парк Скайхокс (2022)
3 августа 2022 года, после того, как Роден не был выбран на драфте НБА 2022 года он подписал контракт с «Портленд Трэйл Блэйзерс», но был отчислен до начала сезона. 4 ноября он был включен в список игроков «Колледж-Парк Скайхокс».

### Детройт Пистонс / Мотор-Сити Круз (2022–2024)
26 декабря 2022 года Роден подписал двусторонний контракт с «Детройт Пистонс» и их фарм-клубом «Мотор-Сити Круз» в Джи-Лиге НБА.
2 июля 2023 года Роден подписал еще один двусторонний контракт с «Пистонс», а также присоединился к ним в Летней лиге НБА 2023 года.
19 августа 2024 года Роден подписал контракт с «Торонто Рэпторс», но был отчислен 19 октября.

### Шарлотт Хорнетс / Гринсборо Сворм (2024)
21 октября 2024 года Роден был подобран с драфта отказов клубом «Шарлотт Хорнетс», впоследствии подписав двусторонний контракт. 30 ноября «Хорнетс» отчислили его.

### Рэпторс 905 (2024–2025)
8 декабря 2024 года Роден присоединился к «Рэпторс 905».

### Торонто Рэпторс / Рэпторс 905 (2025–настоящее время)
4 марта 2025 года «Торонто Рэпторс» подписали с Роденом двусторонний контракт. 12 марта он впервые вышел в стартовой пятёрке в выигранной игре против «Филадельфии» и набрал рекордные в карьере 25 очков и 12 подборов, сделав четыре трёхочковых, а также собрав четыре перехвата. В 10 матчах (2 в старте) за «Торонто» в сезоне НБА 2024/2025 Роден в среднем набирал 11,4 очка, 3,8 подбора и 1,4 передачи. 22 апреля было объявлено, что Роден перенес операцию по восстановлению разорванной суставной губы правого плеча.

## Статистика

### Статистика в НБА
| Сезон                                                                                    | Команда | Регулярный сезон | Регулярный сезон | Регулярный сезон | Регулярный сезон | Регулярный сезон | Регулярный сезон | Регулярный сезон | Регулярный сезон | Регулярный сезон | Регулярный сезон | Регулярный сезон | Серия плей-офф | Серия плей-офф | Серия плей-офф | Серия плей-офф | Серия плей-офф | Серия плей-офф | Серия плей-офф | Серия плей-офф | Серия плей-офф | Серия плей-офф | Серия плей-офф |
| Сезон                                                                                    | Команда | GP               | GS               | MPG              | FG%              | 3P%              | FT%              | RPG              | APG              | SPG              | BPG              | PPG              | GP             | GS             | MPG            | FG%            | 3P%            | FT%            | RPG            | APG            | SPG            | BPG            | PPG            |
| ---------------------------------------------------------------------------------------- | ------- | ---------------- | ---------------- | ---------------- | ---------------- | ---------------- | ---------------- | ---------------- | ---------------- | ---------------- | ---------------- | ---------------- | -------------- | -------------- | -------------- | -------------- | -------------- | -------------- | -------------- | -------------- | -------------- | -------------- | -------------- |
| 2022/23                                                                                  | Детройт | 14               | 0                | 14,1             | 38,6             | 25,0             | 100,0            | 2,6              | 0,3              | 0,3              | 0,1              | 3,2              | Не участвовал  | Не участвовал  | Не участвовал  | Не участвовал  | Не участвовал  | Не участвовал  | Не участвовал  | Не участвовал  | Не участвовал  | Не участвовал  | Не участвовал  |
| 2023/24                                                                                  | Детройт | 17               | 0                | 14,4             | 50,0             | 38,7             | 62,5             | 1,9              | 0,8              | 0,2              | 0,8              | 4,9              | Не участвовал  | Не участвовал  | Не участвовал  | Не участвовал  | Не участвовал  | Не участвовал  | Не участвовал  | Не участвовал  | Не участвовал  | Не участвовал  | Не участвовал  |
| 2024/25                                                                                  | Шарлотт | 4                | 0                | 3,0              | 25,0             | 0,0              | -                | 1,0              | 0,5              | 0,3              | 0,0              | 1,0              | Не участвовал  | Не участвовал  | Не участвовал  | Не участвовал  | Не участвовал  | Не участвовал  | Не участвовал  | Не участвовал  | Не участвовал  | Не участвовал  | Не участвовал  |
| 2024/25                                                                                  | Торонто | 10               | 2                | 21,5             | 50,6             | 32,4             | 88,0             | 3,8              | 1,4              | 0,9              | 0,2              | 11,4             | Не участвовал  | Не участвовал  | Не участвовал  | Не участвовал  | Не участвовал  | Не участвовал  | Не участвовал  | Не участвовал  | Не участвовал  | Не участвовал  | Не участвовал  |
|                                                                                          | Всего   | 45               | 2                | 14,9             | 46,7             | 32,2             | 84,6             | 2,5              | 0,8              | 0,4              | 0,4              | 5,5              | Не участвовал  | Не участвовал  | Не участвовал  | Не участвовал  | Не участвовал  | Не участвовал  | Не участвовал  | Не участвовал  | Не участвовал  | Не участвовал  | Не участвовал  |
| Наведите курсор мыши на аббревиатуры в заголовке таблицы, чтобы прочесть их расшифровку. |         |                  |                  |                  |                  |                  |                  |                  |                  |                  |                  |                  |                |                |                |                |                |                |                |                |                |                |                |

### Статистика в Джи-Лиге
| Сезон                                                                                    | Команда               | Регулярный сезон | Регулярный сезон | Регулярный сезон | Регулярный сезон | Регулярный сезон | Регулярный сезон | Регулярный сезон | Регулярный сезон | Регулярный сезон | Регулярный сезон | Регулярный сезон | Серия плей-офф | Серия плей-офф | Серия плей-офф | Серия плей-офф | Серия плей-офф | Серия плей-офф | Серия плей-офф | Серия плей-офф | Серия плей-офф | Серия плей-офф | Серия плей-офф |
| Сезон                                                                                    | Команда               | GP               | GS               | MPG              | FG%              | 3P%              | FT%              | RPG              | APG              | SPG              | BPG              | PPG              | GP             | GS             | MPG            | FG%            | 3P%            | FT%            | RPG            | APG            | SPG            | BPG            | PPG            |
| ---------------------------------------------------------------------------------------- | --------------------- | ---------------- | ---------------- | ---------------- | ---------------- | ---------------- | ---------------- | ---------------- | ---------------- | ---------------- | ---------------- | ---------------- | -------------- | -------------- | -------------- | -------------- | -------------- | -------------- | -------------- | -------------- | -------------- | -------------- | -------------- |
| 2022/23                                                                                  | Колледж-Парк Скайхокс | 16               | 4                | 25,3             | 54,7             | 51,4             | 82,1             | 6,4              | 1,4              | 0,9              | 0,4              | 13,9             | Не участвовал  | Не участвовал  | Не участвовал  | Не участвовал  | Не участвовал  | Не участвовал  | Не участвовал  | Не участвовал  | Не участвовал  | Не участвовал  | Не участвовал  |
| 2022/23                                                                                  | Мотор-Сити Круз       | 24               | 23               | 34,8             | 47,1             | 37,4             | 85,1             | 7,1              | 2,0              | 1,0              | 0,6              | 18,1             | Не участвовал  | Не участвовал  | Не участвовал  | Не участвовал  | Не участвовал  | Не участвовал  | Не участвовал  | Не участвовал  | Не участвовал  | Не участвовал  | Не участвовал  |
| 2023/24                                                                                  | Мотор-Сити Круз       | 41               | 41               | 36,8             | 46,6             | 40,8             | 77,2             | 6,5              | 3,0              | 1,2              | 0,7              | 21,8             | Не участвовал  | Не участвовал  | Не участвовал  | Не участвовал  | Не участвовал  | Не участвовал  | Не участвовал  | Не участвовал  | Не участвовал  | Не участвовал  | Не участвовал  |
| 2024/25                                                                                  | Гринсборо Сворм       | 2                | 0                | 29,3             | 48,8             | 26,7             | 50,0             | 5,5              | 3,0              | 1,5              | 0,0              | 23,0             | Не участвовал  | Не участвовал  | Не участвовал  | Не участвовал  | Не участвовал  | Не участвовал  | Не участвовал  | Не участвовал  | Не участвовал  | Не участвовал  | Не участвовал  |
| 2024/25                                                                                  | Рэпторс 905           | 26               | 17               | 31,3             | 50,7             | 39,0             | 64,2             | 6,8              | 3,6              | 1,3              | 0,6              | 18,7             | Не участвовал  | Не участвовал  | Не участвовал  | Не участвовал  | Не участвовал  | Не участвовал  | Не участвовал  | Не участвовал  | Не участвовал  | Не участвовал  | Не участвовал  |
|                                                                                          | Всего                 | 109              | 85               | 33,2             | 48,4             | 39,9             | 76,2             | 6,7              | 2,7              | 1,2              | 0,6              | 19,1             | Не участвовал  | Не участвовал  | Не участвовал  | Не участвовал  | Не участвовал  | Не участвовал  | Не участвовал  | Не участвовал  | Не участвовал  | Не участвовал  | Не участвовал  |
| Наведите курсор мыши на аббревиатуры в заголовке таблицы, чтобы прочесть их расшифровку. |                       |                  |                  |                  |                  |                  |                  |                  |                  |                  |                  |                  |                |                |                |                |                |                |                |                |                |                |                |

### Статистика в NCAA
| Сезон | Команда    | Conf     | Class | GP  | GS | MPG  | FG%  | 3P%  | FT%  | RPG | APG | SPG | BPG | PPG  |
| --- | ---------- | -------- | ----- | --- | -- | ---- | ---- | ---- | ---- | --- | --- | --- | --- | ---- |
| 2018/19 | Сетон-Холл | Big East | FR    | 34  | 0  | 12,8 | 34,2 | 24,6 | 56,8 | 2,6 | 0,4 | 0,5 | 0,3 | 3,4  |
| 2019/20 | Сетон-Холл | Big East | SO    | 30  | 15 | 25,7 | 44,1 | 33,7 | 62,3 | 6,4 | 1,1 | 1,2 | 0,3 | 9,1  |
| 2020/21 | Сетон-Холл | Big East | JR    | 27  | 27 | 34,6 | 42,9 | 30,3 | 83,3 | 6,7 | 1,9 | 1,2 | 0,4 | 14,9 |
| 2021/22 | Сетон-Холл | Big East | SR    | 31  | 30 | 33,1 | 39,0 | 33,6 | 80,3 | 6,7 | 1,2 | 1,2 | 0,6 | 15,5 |
| Всего | Всего      | Всего    | Всего | 122 | 72 | 26,0 | 40,7 | 31,2 | 75,4 | 5,5 | 1,1 | 1,0 | 0,4 | 10,4 |
| Наведите курсор мыши на аббревиатуры в заголовке таблицы, чтобы прочесть их расшифровку Статистика приведена с сайта sports-reference.com |            |          |       |     |    |      |      |      |      |     |     |     |     |      |